# Rhimphalea heranialis
Rhimphalea heranialis là một loài bướm đêm trong họ Crambidae.